# Abassi
Abassi és el deu creador i líder del panteó de la mitologia efik. Al principi limità la reproducció humana, per tal que no usurpessin el seu lloc, però quan els homes i les dones van desobeir-lo, els castigà amb la mort, de manera que si bé eren capaços de tenir els fills que volguessin, aquests moririen tard o d'hora, complint-se el pla original de la divinitat. Des de llavors Abassi viu feliç al sol amb la seva dona.